# 卡兹纳沃-塞尔和阿朗斯
卡兹纳沃-塞尔和阿朗斯（法語：Cazenave-Serres-et-Allens，法語發音：[kaznav sɛʁ e alɛ̃s]）是法国阿列日省的一个市镇，位于该省中部偏东南，属于富瓦区。该市镇于1849年由原市镇卡兹纳沃（Cazenave）和塞尔和阿朗斯（Serres-et-Allens）合并而成。

## 地理
卡兹纳沃-塞尔和阿朗斯（42°50'25"N, 1°40'21"E）面积16.15 平方千米，位于法国奧克西塔尼大區阿列日省，该省份为法国西南部内陆省份，西部和北部与上加龙省接壤，东临奥德省，东南至东比利牛斯省接壤，南与安道尔和西班牙接壤。
与卡兹纳沃-塞尔和阿朗斯接壤的市镇（或旧市镇、城区）包括：阿尔纳沃、弗雷舍内、梅尔屈加尔拉贝、蒙费里耶、奥尔诺拉克-于萨莱班、圣保罗德雅拉、凡尔登。

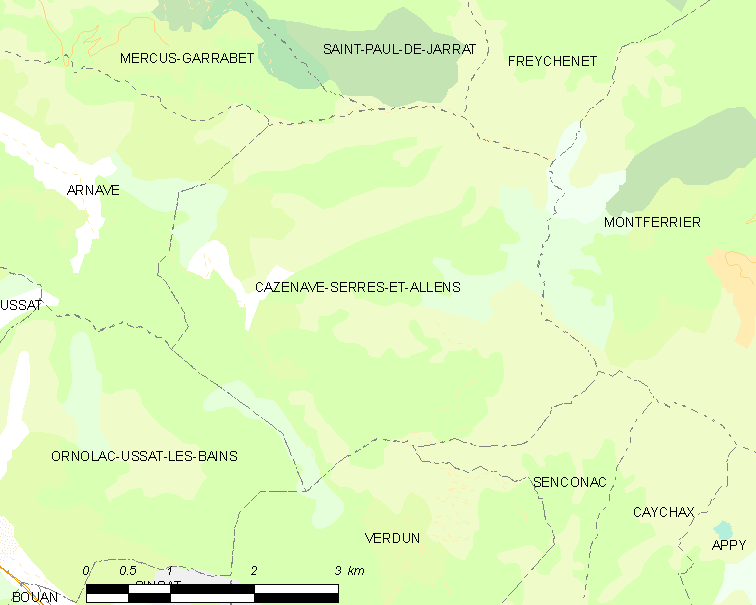
卡兹纳沃-塞尔和阿朗斯的OSM定位图

卡兹纳沃-塞尔和阿朗斯的时区为UTC+01:00、UTC+02:00（夏令时）。

## 行政
卡兹纳沃-塞尔和阿朗斯的邮政编码为09400，INSEE市镇编码为09092。

## 政治
卡兹纳沃-塞尔和阿朗斯所属的省级选区为萨巴尔泰斯县。

## 人口

1962-2008年间卡兹纳沃-塞尔和阿朗斯人口变化图示

卡兹纳沃-塞尔和阿朗斯于2022年1月1日时的人口数量为61人。